# Марђиноне (Лука)
Марђиноне је насеље у Италији у округу Лука, региону Тоскана.
Према процени из 2011. у насељу је живело 765 становника. Насеље се налази на надморској висини од 30 м.